# Agathomyia woodella
Agathomyia woodella är en tvåvingeart som beskrevs av Chandler 1985. Agathomyia woodella ingår i släktet Agathomyia och familjen svampflugor.
Artens utbredningsområde är Danmark. Arten är reproducerande i Sverige. Inga underarter finns listade i Catalogue of Life.